# Sister Dearest
 Pour plus de détails, voir Fiche technique et Distribution
Sister Dearest (Ma petite sœur chérie) est un film pornographique de Jonathan Ross sorti en 1984.

## Synopsis
Un homme d'âge mur, Randy Jennings (Tom Byron), rend une visite nostalgique à son ancien lycée. Dans l'entrée de l'institution, il aperçoit la photo d'une femme nue, sa sœur Vicky (Traci Lords), telles qu'elle était dans ses jeunes années. En ce temps là, lui et trois autres amis cherchaient désespérément à avoir une relation sexuelle avec une femme afin d'être accepté dans une société privée, les Delta Gamma Nu. Après de nombreux échecs, Randy parvint à ses fins grâce à sa sœur avec qui il eut une relation.

## Curiosités
- Comme dans beaucoup de ses autres œuvres, Traci Lords était mineure lorsqu'elle tourna Sister Dearest. Lors d'une réédition ultérieure du film, les scènes où elle apparaissait furent purement et simplement supprimées et remplacées par d'autres avec Christy Canyon en vedette. Cette nouvelle version était intitulée Back to Class.

## Fiche technique
- Titre : Sister Dearest (Ma petite sœur chérie)
- Réalisation : Jonathan Ross
- Scénario : Jerry Ross
- Producteur : Jerry Ross
- Date de sortie : décembre 1984
- Film :  États-Unis
- Genre : pornographie
- Durée : 78 minutes

## Distribution
- Traci Lords : Vicky Jennings, la petite sœur chérie
- Tom Byron : Randy Jennings
- Christy Canyon : remplaçant Traci Lords dans la nouvelle édition
- Harry Reems : le professeur
- Susan Hart : Shelly
- Greg Rome : Frat Boy
- Lois Ayres : danseuse exotique
- Peter North : Gil Turner
- Ginger Lynn : T.J.
- Crystal Breeze : danseuse exotique
- Sahara : co-ed
- Herschel Savage : Dante